# Spitsstrook
Een spitsstrook is een extra rijstrook op een rijbaan van een autosnelweg. De spitsstrook gaat vaak ten koste van de vluchtstrook. Een opengestelde strook aan de middenbermzijde van een rijbaan wordt een plusstrook genoemd. Kenmerkend voor een spitsstrook is de dynamische openstelling. De spitsstrook wordt enkel geopend bij druk verkeer.

## Naar land

### België
De eerste spitsstrook in België werd op 28 september 2011 in gebruik genomen. Het betreft het wegvak Antwerpen-Ranst op de E313. De bedoeling is de ring sneller leeg te laten lopen tijdens de spits. Om die reden is de spitsstrook enkel in de richting van Ranst aangelegd. Op 2 september 2013 opende de 2de spitsstrook van België, op de E40 tussen Sterrebeek en Heverlee over een afstand van 7 kilometer, alleen in de richting van Luik. De 3de spitsstrook opende in de zomer van 2014 op de E19 tussen Kleine Bareel en Sint-Job in de richting van Breda. De 4de spitsstrook opende op 2 mei 2018 op de E17 tussen De Pinte en Zwijnaarde richting Gent. Eind augustus 2018 werd een 5de spitsstrook op de E313 tussen Beringen en het Knooppunt Lummen in beide richtingen geopend.
In februari 2024 werd de achtste spitsstrook geopend, op de E314 richting Leuven en Brussel.

### Italië

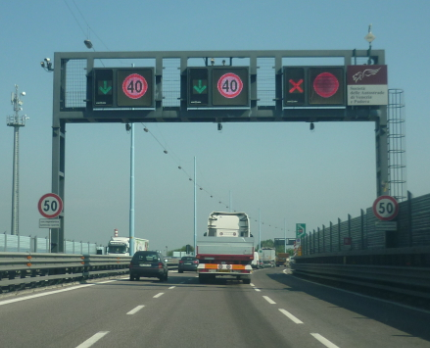
Gesloten spitsstrook op de A57 in Italië

In Italië kent men spitsstroken op delen van de snelwegen A4 en A57.

### Nederland
In Nederland mag de spitsstrook uitsluitend worden geopend in de spits en bij een verkeersaanbod van ten minste 1.350 voertuigen per uur.
Een snelle besluitvorming en aanleg van spitsstroken is mogelijk gemaakt door de Spoedwet wegverbreding waardoor de langdurige procedures van een wegverbreding worden vermeden. Milieueffectrapportages zijn nog steeds nodig en kunnen alsnog jaren in beslag nemen.
De eerste spitsstrook, op de A28 tussen Den Dolder en De Uithof, werd in 1996 geopend.
Met intervallen van 500 tot 1000 meter zijn pechhavens aangelegd die de functie van vluchtstrook overnemen. Ook zijn spitsstroken voorzien van camera's waarmee vanuit de verkeerscentrales van Rijkswaterstaat pechgevallen en ongevallen snel kunnen worden gedetecteerd. Voor alle spitsstroken zijn 'Calamiteitenplannen op Maat' geschreven, waarin wordt aangegeven welke voorzieningen voor de veiligheid en afhandeling van incidenten zijn getroffen. Hiertoe behoren zoal het aanbrengen van een elektronisch detectiesysteem voor stilvallende voertuigen en procedures voor hulpdiensten om naar de plaats van het incident te rijden. In de meeste gevallen zal, bij een tijdige detectie van het incident, de verkeerscentrale, de spitsstrook kunnen sluiten en vrij kunnen maken van verkeer voordat de hulpdiensten passeren. In een aantal gevallen zal dat niet (meer) kunnen. In die gevallen kunnen hulpdiensten tussen het overige verkeer door rijden.
Omdat er in Nederland steeds meer spitsstroken komen, had het ministerie van Verkeer en Waterstaat per 1 januari 2005 besloten om de hulpdiensten niet meer via de vluchtstrook te laten passeren, maar tussen het overige verkeer door. Uiteindelijk is van algemene invoering van deze regel afgezien omdat dit leidde tot langere aanrijtijden en grotere veiligheidsrisico's tijdens de rit naar de incidentlocatie. Het middendoor rijden is daarom beperkt tot specifieke locaties en specifieke omstandigheden.
Sinds 2017 wordt de slimme camera ingezet voor het openen en sluiten van spitsstroken op de A2.

#### Rechterlijke uitspraak spitsstrook A2
Op 15 september 2004 heeft de Raad van State het besluit van minister Karla Peijs van Verkeer en Waterstaat, om de A2 tussen Eindhoven en 's-Hertogenbosch over een afstand van 23 km te verbreden met spitsstroken, vernietigd. Een door bewoners ingediend bezwaar werd door de Raad beoordeeld, en deze raakte er niet van overtuigd dat de veiligheid op de snelweg op hetzelfde niveau zou blijven als in de toen bestaande situatie. Tevens oordeelt de Raad dat een MER-procedure onterecht niet is opgesteld, omdat milieueffecten wel degelijk zullen optreden bij de aanleg van de spitsstroken. Dit heeft tot vertraging geleid voor veel spoedwetprojecten in Utrecht en Noord-Holland. Inmiddels is de regelgeving (inclusief de Spoedwet zelf) aangepast, en zijn door minister Camiel Eurlings de nodige wegaanpassingsbesluiten genomen, die in 2011 tot uitvoering zijn gekomen.

#### Spitsstrook A1 bij Barneveld
Eind 2004 is langs de A1 tussen knooppunt Hoevelaken en de afrit Barneveld/A30 een spitsstrook aangelegd. Na bezwaren vernietigde de Raad van State de vergunning. De Raad oordeelde dat de strook toch opengesteld mocht worden vanwege het bijzondere belang ervan mits er maximaal 80 km per uur gereden wordt. Voorwaarde was dat de minister binnen een half jaar een nieuw besluit moest nemen (waartegen weer bezwaar gemaakt kon worden). Enkele maanden later oordeelde de Raad van State dat voor de aanleg van een spitsstrook een MER nodig is. Rijkswaterstaat concludeerde daarom dat de spitsstrook langs de A1 pas open zou kunnen als de MER afgerond zou zijn. In 2008 stelde men vast dat het ministerie van Verkeer en Waterstaat de uitspraak van de Raad van State verkeerd had begrepen. Minister Camiel Eurlings besloot daarop de spitsstrook vanaf 8 april 2008 open te stellen.

#### Verruimde openstelling
Minister Melanie Schultz van Haegen heeft in september 2011 het besluit genomen om spitsstroken eerder open te kunnen laten stellen. In plaats van een openingscriterium van 1500 voertuigen per uur kan al bij 1350 voertuigen per uur de spitsstrook worden geopend. Het daadwerkelijk openingsmoment blijft echter afhankelijk van de overwegingen van de wegbeheerder. Het verkeersbesluit betekende dat de meeste spitsstroken vanaf begin december 2011 een halfuur tot een uur per dag langer open zijn.

#### Spitsstroken in Nederland[3]
| Wegnummer | Traject                                                          | Openingsdatum                 | Lengte |
| --------- | ---------------------------------------------------------------- | ----------------------------- | ------ |
| A1        | aansluiting Naarden - knooppunt Eemnes                           | 1 november 2011               | 6 km   |
| A1        | Knooppunt Hoevelaken → aansluiting Barneveld                     | april 2008                    | 8 km   |
| A2        | Knooppunt Het Vonderen - aansluiting Urmond                      | 11 januari 2011 - 31 mei 2011 | 17 km  |
| A4        | Aansluiting Leidschendam → knooppunt Prins Clausplein            | 24 april 2005                 | 1 km   |
| A7        | Knooppunt Zaandam - aansluiting Purmerend-Zuid                   | 17 december 2007              | 8 km   |
| A8        | Knooppunt Zaandam - aansluiting Zaanstad-Zuid                    | 7 december 2015               | 2 km   |
| A9        | Knooppunt Rotterpolderplein - knooppunt Velsen                   | 1 maart 2011                  | 8 km   |
| A9        | Knooppunt Kooimeer - aansluiting Uitgeest                        | 6 oktober 2011                | 10 km  |
| A12       | Knooppunt Prins Clausplein → aansluiting Voorburg                | 24 april 2005                 | 2 km   |
| A13       | Aansluiting Rotterdam The Hague Airport → aansluiting Delft-Zuid | 15 april 2007                 | 5 km   |
| A27       | Knooppunt Everdingen → aansluiting Houten                        | 16 februari 2011              | 6 km   |
| A27       | Aansluiting Utrecht-Noord → aansluiting Bilthoven                | april 2019                    | 2 km   |
| A50       | Knooppunt Waterberg - knooppunt Beekbergen                       | 24 februari 2006              | 20 km  |

#### Voormalige spitsstroken in Nederland[3]
Locaties waar spitsstroken in bedrijf zijn geweest, maar inmiddels zijn vervangen door een reguliere wegverbreding.
| Wegnummer | Traject                                                | Openingsdatum    | Sluitingsdatum |
| --------- | ------------------------------------------------------ | ---------------- | -------------- |
| A1        | Knooppunt Diemen → knooppunt Watergraafsmeer           | 29 april 2011    | 2015           |
| A1        | Aansluiting Muiden-Oost → knooppunt Muiderberg         | 2011             | 2016           |
| A2        | Knooppunt Everdingen → aansluiting Everdingen          | 22 juli 2002     | 2010           |
| A2        | Aansluiting Everdingen → knooppunt Everdingen          | 17 oktober 2002  | 2010           |
| A6        | Knooppunt Muiderberg → aansluiting Almere Stad-West    | 2011             | 2016           |
| A9        | Knooppunt Badhoevedorp - knooppunt Raasdorp            | 1 maart 2011     | 2016 - 2017    |
| A9        | Knooppunt Diemen - knooppunt Holendrecht               | 15 november 2010 | 2016           |
| A15       | Aansluiting Dordrecht → aansluiting Sliedrecht-West    | 22 juni 1999     | 2021           |
| A28       | Aansluiting Den Dolder → aansluiting Utrecht-De Uithof | 1996             | 2013           |
| A50       | Aansluiting Heteren → knooppunt Valburg                | 13 december 2004 | 2010           |
| A50       | Knooppunt Ewijk → knooppunt Valburg                    | 1998             | 2012           |
| A73       | aansluiting Beuningen → knooppunt Ewijk                | 1998             | 2013           |

#### Geplande spitsstroken
Op een aantal locaties zijn spitsstroken gepland:
| Wegnummer | Traject                                             |
| --------- | --------------------------------------------------- |
| A27       | Knooppunt Everdingen - verzorgingsplaats Scheiwijk  |
| A27       | Aansluiting Werkendam - aansluiting Geertruidenberg |

#### Openen en sluiten
Een spitsstrook mag niet de gehele dag open staan. Met uitzonderingen door bijvoorbeeld storingen. Een spitsstrook is immers aangelegd om drukke momenten op te vangen en valt onder de spoedwet wegverbreding. Om diverse redenen zoals milieu en geluid gelden er regels voor het openen van de spitsstrook. Voordat de plusstrook geopend mag worden gelden er een aantal criteria waarin voldaan moet worden zoals tijdstip, intensiteit en gemiddeld gereden snelheid. Deze criteria verschillen per traject met een spitsstrook.
Spitsstroken worden handmatig, door een wegverkeersleider, geopend en gesloten. Voorafgaand het openen dient de spitsstrook tweemaal geschouwd te worden. Dit gebeurt door middel van camera's, en bij bijvoorbeeld storingen aan de camerasystemen door een weginspecteur. Tijdens het schouwen wordt gecontroleerd of er zich voorwerpen, voertuigen of personen op de plusstrook bevinden. Hiervan heeft de wegverkeersleider een maximum aantal seconden. Wordt dit overschreden moet het proces opnieuw uitgevoerd worden. Wanneer er tijdens het schouwen niets aangetroffen wordt, worden de kantelwalsborden aan beide zijden van de weg gedraaid met de boodschap 'spitsstrook geopend'. Hierbij wordt verkeersbord C23 getoond. Hierna gaan boven alle reguliere rijstroken de groene pijlen branden. Het rode kruis boven de spitsstrook blijft branden. Vervolgens volgt de tweede schouw van de spitsstrook. Deze verloopt exact als het eerste schouwproces, maar dan vlugger. Wanneer er opnieuw niks aangetroffen wordt, worden de rode kruizen vervangen door groene pijlen en is de spitsstrook geopend.
Tijdens het sluiten van de spitsstrook worden eerst de kantelwalsborden gedraaid met de tekst 'spitsstrook vrijmaken'. Direct hierna branden er gedurende een aantal seconden verdrijvingspijlen boven de spitsstrook. Hierna draaien de kantelswalsborden naar de stand 'spitsstrook gesloten' en worden de verdrijvingspijlen vervangen door rode kruizen. De spitsstrook is gesloten. De criteria om een spitsstrook te sluiten verschillen per traject. De criteria zijn een hoge gemiddelde snelheid, lage intensiteit en het tijdstip.

#### Afbeeldingen

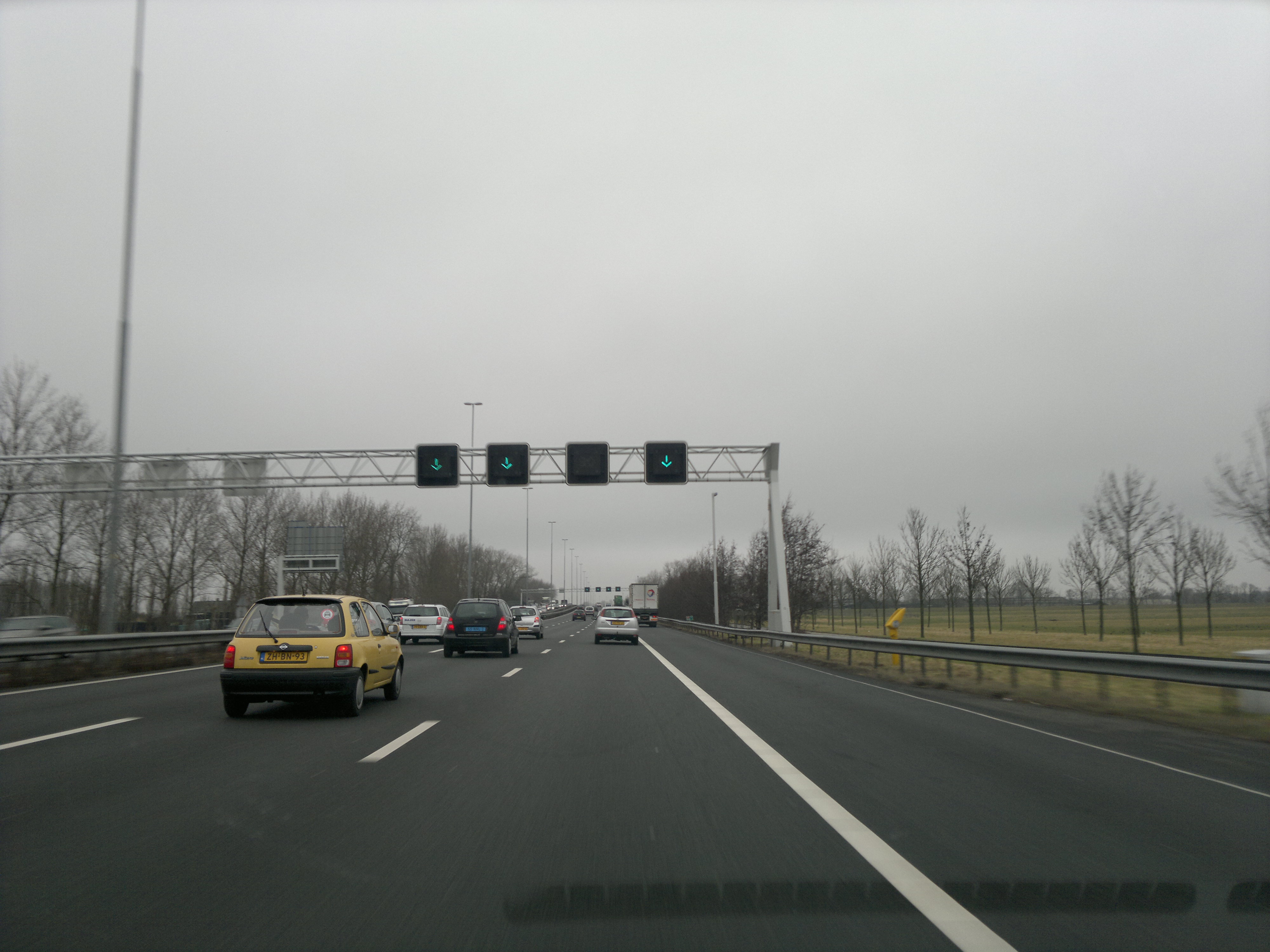
Geopende spitsstrook op de A13.
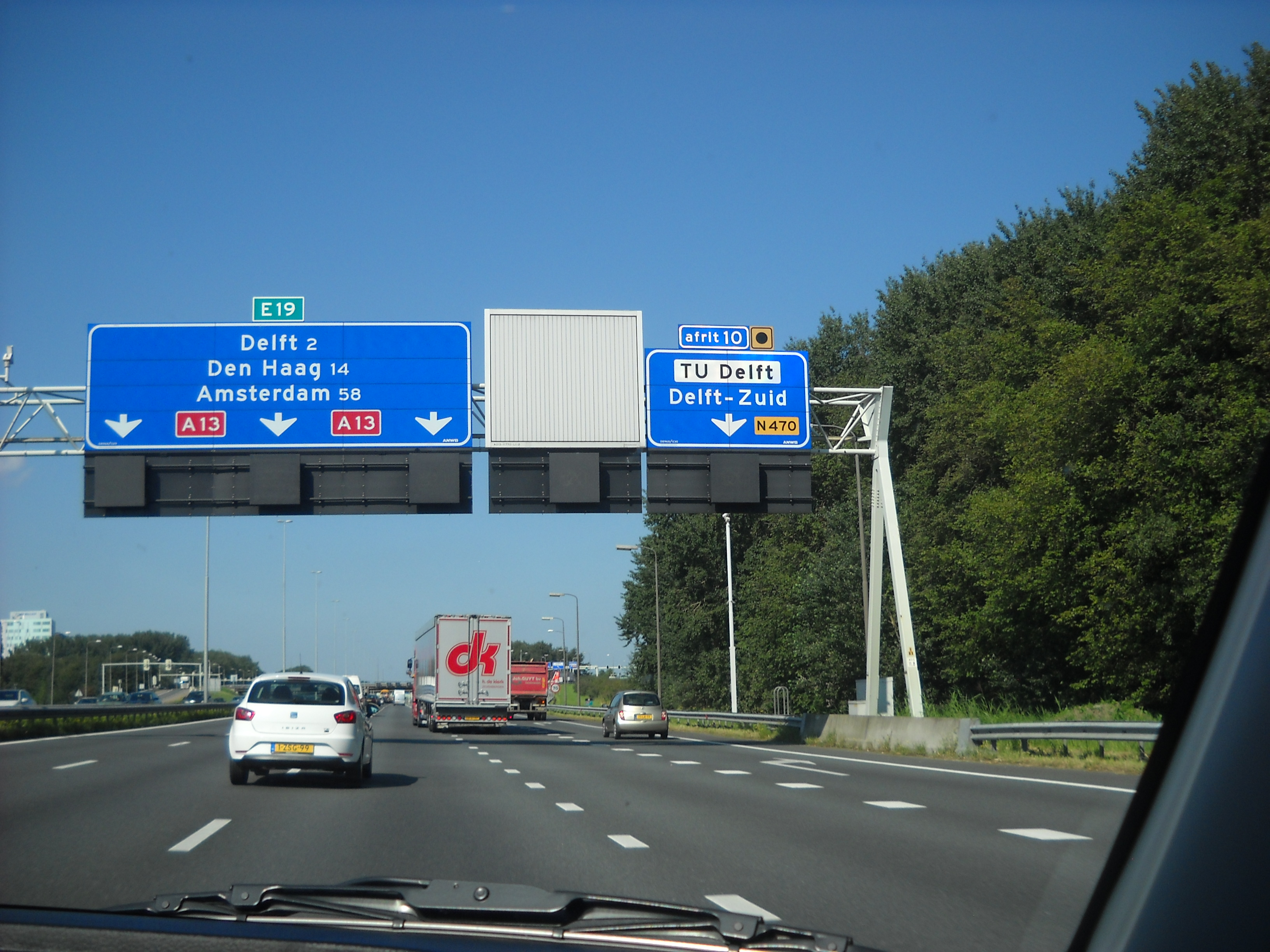
Spitsstrook A13 ter hoogte van een weefvak.
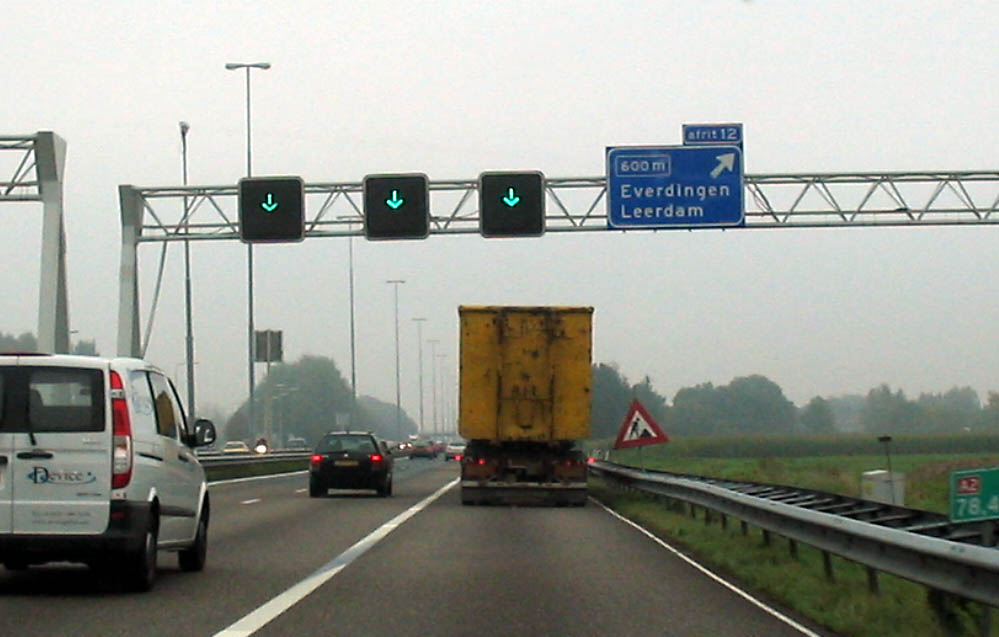
Voormalige spitsstrook op A2 bij Everdingen (2004)